# Grallaria erythrotis
El tororoí carirrufo o chululú de cara rufa (Grallaria erythrotis), es una especie de ave paseriforme perteneciente al numeroso género Grallaria de la familia Grallariidae, anteriormente incluido en Formicariidae. Era endémico de  Bolivia, y recientemente, en 2017, fue registrado en Perú.

## Distribución y hábitat
Se distribuye por las yungas del oeste de Bolivia (La Paz, Cochabamba y Santa Cruz); y también fue descubierto en Sina, Puno, extremo sureste de Perú.
Esta especie es considerada común en su hábitat natural: el suelo o cerca de él, en bordes de bosques montanos entre los 1700 y 3300 m de altitud. No se encuentra amenazado.